# Softball
Softball er et amerikansk boldspil i familie med rundbold. Softball spilles med et bat (oftest aluminium eller composite) og en hård læderbold med en kerne af kork og gummi eller PU (polueruthane). Softball har flere variationer bl.a. fastpitch og slowpitch. Denne artikel handler om fastpitch softball.
En kamp forløber ved, at de to hold skiftes om at være "inde" og "ude". Indeholdet sender en spiller frem, der skal forsøge at slå til den bold, som en af udeholdets spillere kaster. Hvis det lykkes en spiller at ramme bolden med battet, skal hun løbe rundt mellem fire baser på banen. Hvis hun kommer sikkert til den fjerde base, scorer hun et point (run). Udeholdet forsøger at få indeholdets løbere slået ud, før de når at score.
Sporten er udbredt i hele verden men mest i Nordamerika.

## Historie
Softball nedstammer fra Baseball der igen menes at nedstamme fra cricket eller lignende bat-og-bold-spil. I 1887 samledes ca. 20 unge mænd i Farragut Boat Club's gymnastiksal i Chicago. Her blev et kosteskaft og en gammel boksehandske brugt som bat og bold i en indendørs version af baseball.  En af de unge mænd, George Hancock, betegnes ofte som opfinderen af det nye spil.  Spillet blev hurtigt populært, og i 1888 rykkede det udendørs.  Det var Hancock, der nedskrev de første udendørs regler.  Første kendte kvindehold var fra Chicago's West Division High School i 1897.  Spillet spredte sig til hele USA og de første landsdækkende mesterskaber blev afholdt i Chicago i 1933, hvor både en herre- og damemester blev kåret.  De første internationale mesterskaber – VM for kvinder – under det Internationale Softball Forbund (ISF), blev afviklet i 1965 i Melbourne, Australien.  Det første VM for mænd blev afholdt i Mexico City, Mexico i 1966.  Australien vandt det første VM for kvinder, mens USA tog sig af det tilsvarende mesterskab for mænd.  I slutningen af 70'erne stiftedes den første professionelle liga for kvinder (International Women's Professional Softball League) og selv om den hurtigt lukkede igen, så bekræftede den softball's enorme popularitet i USA og Canada.  Sporten er også slået an i specielt Mellemamerika, Østasien, Ocianien, men er også udbredt i Europa, Afrika og Sydamerika.  Siden 1970 har der været afholdt VM i ISF-regie og det foreløbige højdepunkt for sporten var, da softball for kvinder i 1996 blev en officiel medaljesport ved de Olympiske Lege i Atlanta, USA.  USA har vundet guld ved alle OL siden da, undtagen i 2008, hvor Japan vandt.  Desværre blev OL i Beijing, Kina sidste OL indtil videre med softball på programmet. I 2013 gik det ISF sammen med det internationale baseball forbund, IBAF, og dannede et fælles verendsforbund: WBSC, World Baseball Softball Conference.  Højeste mål for sammenslutningen var at få baseball/softball tilbage på det olympiske program, hvilket delvist er lykkes.  Baseball (for mænd)/Softball (for kvinder) kom med på programmet i Tokyo 2020, men er ikke med i Paris i 2024.
Softball i Danmark dukkede først frem på enkelte skoler i Københavnsområdet i efterkrigstiden. Samtidig blev spillet dyrket af ansatte på ambassaderne fra de store baseball/softball-lande – først og fremmest USA og Japan.  I starten af 1970'erne spillede Asahi Rising Sun (primært japanere) typisk i fælledparken mod Pilegårdens Knights (primært nordamerikanere). Det var dog først i 1978 at Dansk Baseball Softball Forbund så dagens lys, med Svend Eriksen som første formand. De fleste klubber spillede både baseball og softball samtidigt. De første officielle danmarksmestre i softball blev kåret i 1980 med Munkene, Gentofte som vinder i damerækken og Hørsholm BSK som vinder i herrerækken.  Softballsporten dækker i dag hele landet, dog med vægten lagt i hovedstadsområdet.  Forbundets nuværende formand er Henriette Gilhøj.  
I efteråret 2008 skilte Dansk Softball Forbund sig ud fra det tidligere Dansk Baseball Softball Forbund.  Det er nu udelukkende Dansk Softbal Forbund, der varetager softball-sportens interesser i Danmark.

## Regler
NB. Reglerne til softball er ekstremt detaljerede, og næsten alle regelsættets paragraffer har undtagelser. Nedenstående er derfor kun en overordnet gennemgang.

### Spillets forløb
De to hold skiftes til at være inde og ude i 7 såkaldte innings (runder). Begge hold er inde én gang pr. inning. Udeholdet har 9 spillere på banen, der alle er udstyret med en læderhandske, mens indeholdet sender én spiller ad gangen frem til at slå med battet. En spiller (pitcheren) fra udeholdet kaster bolden hen til personen, der skal slå (batteren). Når denne har ramt bolden skal hun løbe rundt i en diamantformet bane, der består af tre baser plus home plate, hvor man starter og slutter. Baserne fungerer som "helle". Man scorer et point (et run) når en fra indeholdet løber en hel runde i diamanten.

### Banen
Banen er omtrent formet som en kvart cirkel med en diameter mellem ca. 65 og 75 m. Delen tættest på spidsen kaldes infield. Infielden består at et grusunderlag, her ligger diamanten, dvs. de tre baser plus home plate. Batteren slår fra batter's box, som ligger til venstre eller højre for home plate (afhængig af om batteren er venstre- eller højrehåndet). Hvis hun sender bolden i spil, skal hun løbe rundt i diamanten mod uret, og de tre baser (1., 2. og 3.) er nummereret i denne rækkefølge. Afstanden mellem hver base er 18,3 m. 
Ca. midt i diamanten er pitcher's plate, hvorfra pitcheren kaster. Afstanden til home plate er 14,2 m for mænd og 13 m for kvinder.
Outfield udgør den klart største del af banen, da den består af hele området uden for diamanten. For enden af outfielden er der et hegn (outfield fence), som står ca. 75 m fra home plate.

### Offensiven
Så snart en batter rammer et pitch og sender bolden i spil, skal hun løbe mod 1. base. Bolden skal ramme jorden inden for banen for at blive betragtet som værende i spil (kaldes en fair ball modsat en foul ball). Hvis bolden rammer banen, men derefter triller ud mellem home plate og 1. base eller mellem home plate og 3. base, dømmes den foul.
Der må kun være én spiller fra indeholdet på en base ad gangen, og en spiller, som står på 1. base, er således tvunget til at løbe til 2. base, når batteren sender bolden i spil, for at gøre plads til hende. Det er dog tilladt at forsøge at nå flere baser frem på én gang, så længe man ikke overhaler sine medspillere.
Hvis det lykkes for en spiller fra indeholdet at skyde bolden uden for outfieldhegnet, kaldes det et home run, og batteren samt alle spillere fra indeholdet, der er ude på baserne, må løbe hele diamanten rundt og score runs. Hvis det lykkes en batter at løbe hele diamanten rundt på én gang, kaldes det et home run, uanset om bolden er nået uden for banen eller ej. Hvis der slås et 4-points-home run, dvs. mens alle tre baser er fyldte, kaldes det et grand slam.
Det er tilladt at løbe fra sin base så snart pitcheren slipper bolden i et pitch. Hvis man når en base frem, mens pitcheren er i gang med at kaste til batteren og batteren ikke rammer bolden kaldes det en stjålen base (stolen base).
Før kampen går i gang, skal træneren have annonceret, i hvilken rækkefølge hendes 9 battere vil blive sendt frem. Denne rækkefølge må ikke ændres, men det er naturligvis tilladt at skifte battere ud. Den indskiftede spiller skal blot overtage den udskiftedes plads i rækkefølgen.

### Pitching
- Et softball pitch
- En softball catcher

Pitcheren skal kaste bolden til batteren med en underhåndsbevægelse, der ikke bedømmes som værende vildledende af dommeren. Det er således ikke tilladt at finte. Softball spilles i to varianter: slowpitch, hvor pitcherens kast skal være i en blød bue, og fastpitch, hvor der ikke er regler om kastets fart.
Bag batteren sidder catcheren, som er på samme hold som pitcheren. Det er hendes opgave at gribe de af pitcherens bolde, som batteren ikke rammer. 
En bold kaldes for en strike, hvis den rammer inden for strikezonen (vist til højre), og catcheren griber den. Den kaldes en ball, hvis den rammer udenfor. Hvis batteren svinger sit bat, tæller det dog altid som en strike. Hvis der kastes tre strikes, kaldes det en strikeout, og batteren er ude. Der er ikke strikeout, hvis den tredje strike bliver ramt af batteren, uden at catcheren griber den (kaldes en foul). Hvis der kastes fire balls, kaldes det en walk (eller evt. base on balls), og batteren får lov til at gå frit til 1. base (og rykke medspillerne frem, hvis de står på en base, som derved bliver optaget). Hvis pitcheren rammer batteren med et kast, sker det samme som ved en walk (det kaldes dog et hit by pitch).
Antallet af strikes og balls nulstilles, når en ny batter skal slå.

### Defensiven
- En løber røres out ved 3. base.

 Udeholdet afslutter indeholdets inning ved at få dømt tre fra indeholdet ude (få tre outs). I grove træk sker dette enten ved at:
- gribe bolden, før den rammer jorden. Bolden må gerne gribes uden for banen, men det tæller ikke for en out, hvis catcheren griber en bold, som blot er blevet snittet af battet (med mindre det er den tredje strike).
- røre en modstander, der ikke står i sikkerhed på en base, med bolden.
- have bolden sikkert i sin handske og røre ved en base med en vilkårlig legemsdel (typisk foden), hvis den fremstormende modstander er nødsaget til at løbe til denne base, fordi en af hendes medspillere blokerer den base, hun kom fra (kaldes en forced out).
- kaste en strikeout (se "Pitching" ovenfor).

Hvis en bold bliver grebet, skal alle løbere på baserne vende tilbage til den base, som de stod på, da bolden blev slået, før de må forsøge at løbe videre.

## Udstyr

### Bold
Bolden er lavet af hårdt læder med en kerne af kork eller gummi (typisk begge). Den vejer ml 178 og 198 g og har en omkreds på ml. 30,2 og 30,8 cm og min 88 sting i syningen.
Boldens hvide eller gule læderbeklædning syes sammen af to dele. Ved at placere sine fingre på forskellige måder langs eller på tværs af stingene kan en pitcher variere boldens bevægelse gennem luften.

### Bat
Battet er rundt og er oftest lavet af aluminium eller compositmaterialer. Man bruger to måle enheder når man beskriver et bats længde og vægt, inches/tommer(2,54 cm) og ounces(28,4 g) f.eks et 34/26 bat, betyder, at battet er 86,36 cm langt, og vejer 738 g.

### Handske
En softballhandske fremstilles af læder eller evt. af et syntetisk materiale.
Softballhandsker benyttes af alle spillere på det forsvarende hold (udeholdet) som hjælp til at gribe bolden. Endvidere benytter pitcheren sin handske til at skjule den måde, hun holder på bolden, så batteren ikke kan aflæse pitchet.
De forskellige positioner på banen har forskellige typer handsker tilknyttet. Catcherens og 1. basemandens handsker er fx store og udformet som en vante (mitt), de øvrige infieldere har små og lette handsker, mens outfielderne har store handsker.
En venstrehåndet spiller bærer handsken  på højre hånd og en højrehåndet spiller bærer handsken på venstre hånd.

### Andet
1. base er formet som et rektangel hvor den ene side er orange og den anden hvid. 2. og 3. base er formet som kvadrater med sidelængden 38 cm. Home plate er lavet af gummi og formet som en femkant (et rektangel med en trekant ved den ene side). Den er 43 cm bred og måler ligeledes 43 cm på det længste sted.
Catcheren har et bredt udvalg af beskyttelsesudstyr på, da han er særlig udsat for vildfarne kast fra pitcheren, eller pitch, der blot snittes af batteren. Desuden er han til tider offer for voldsomme sammenstød med løbere, der forsøger at komme hen til home plate. Maske, brystbeskytter samt benskinner er standard.
Det er påkrævet, at batteren og løberne har hjelm på, for ikke at blive ramt i hovedet af et pitch eller skæve kast fra markspillerne.
Mange battere bærer endvidere små benskinner og/eller en albuebeskytter.
En såkaldt batterhandske, en tynd læderhandske i stil med en golfhandske, benyttes af battere for at forbedre grebet om battet.  Batterhandsken kan desuden bæres under fielderhandsken.
Specielt infieldere og catchere bærer skridtbeskytter.

## Teknikker

### Batting
- Venstrehåndet softball batter
- Højrehåndet softball batter

Hænderne placeres som regel på battet, så den "gode" hånd er øverst og den "dårlige" nederst. Den nederste hånd leverer drivkraften i svinget, mens den øverste leverer præcision gennem en øget boldføling. Visse battere er switch hitters, som kan batte fra både venstre og højre side af home plate, afhængig af om pitcheren er venstre- eller højrehåndet. Det er generelt nemmere for en højrehåndet batter at aflæse en venstrehåndet pitchers kast, og vice versa.
Der findes tre forskellige slags slag:
- En grounder er en bold, som triller hen ad jorden.
- Et line drive er en bold, som flyver i en lige linje.
- En fly ball er en bold, som flyver i en høj, blød bue. Hvis bolden ikke når længere end infielden, kaldes det en pop-up.

I visse tilfælde kan det være fordelagtigt for batteren at prøve et bunt. Dette udføres ved, at han vender sin brystkasse mod pitcheren og holder battet – uden at svinge – så bolden rammer det og hopper tilbage mod eller forbi pitcheren. Hurtige battere, specielt venstrehåndede, udnytter overraskelsesmomentet til at nå sikkert til 1. base, selvom bolden aldrig når ud af infielden. Oftest benyttes et bunt dog til at give en medspiller, som allerede står på en base, mulighed for at bevæge sig en base frem, mens modstanderne har travlt med at kaste batteren ud (dette "offer" kaldes et sacrifice bunt).
Der ligger en del strategi i, hvordan træneren skal sætte sin lineup (dvs. rækkefølgen af battere). Herunder følger den sædvanlige opstilling:
- Den 1. batter kaldes the lead-off hitter. Han skal være fodrap for hurtigt at sætte gang i scoringen, hvis batterne efter ham får sendt bolden i spil. Han skal have gode evner for at "læse" pitches og for ofte at komme sikkert på base. Til gengæld vil han typisk ikke slå så mange home runs.
- Den 2. batter skal dele nogle af lead-off hitterens egenskaber, men han behøver ikke have samme hurtighed. Til gengæld skal han være i stand til at slå lange bolde, men ikke nødvendigvis home runs. Han må gerne være god til at bunte.
- Den 3. batter er normalt holdets bedste all-round batter, dvs. at han både er i stand til at få bolden sikkert i spil og slå home runs.
- Den 4. batter kaldes the clean-up hitter. Han skal have styrken til at slå mange home runs og dermed skrabe point sammen til sit hold.
- Den 5. og 6. batter vil typisk slå en del home runs, men ikke få bolden i spil så ofte som batterne længere oppe i rækkefølgen.
- Den 7., 8. og 9. batter er – afhængigt af holdets battingtalent – mest med pga. deres defensive egenskaber, og de vil ikke udgøre nogen stor fare med et bat i hånden.

### Pitching
Der findes forskellige typer pitches, som varieres for at holde batteren hen i mørke. Herunder følger de mest almindelige:
- En fastball er det mest basale pitch. Den kastes så hårdt som muligt (ca. 110-130 km/t) og i så lige en linje som muligt. På eliteniveau benyttes en fastball meget sjældent. Fastballen kan varieres, så den bevæger sig en smule væk fra den lige linje.
- En riseball har næsten samme fart som en fastball, men den "brækker" opad i forhold til batteren. Denne bevægelse opnås ved et særligt boldgreb og en anderledes armbevægelse.
- En curveball er langsommere end en riseball, og den bevæger sig i en mere vandret bue.
- En dropball kastes nogenlunde så hårdt som en riseball, men den dykker skarpt nedad lige før home plate.
- En changeup kastes, så den ligner en fastball, men den er i virkeligheden væsentlig langsommere. Dette opnås, ved at pitcheren holder bolden længere tilbage i håndfladen, så friktionen øges.
- En knuckleball kastes med fingerspidserne eller evt. de yderste fingerled. Knuckleballen adskiller sig fra de andre pitches, idet den er svær for selv pitcheren at holde styr på. Den roterer meget lidt, og dens bevægelser er derfor næsten uberegnelige. Kun få pitchere har specialiseret sig i knuckleballen.

### Defensiven
- Softball shortstop
- Softball outfielder

Udeholdets 9 spillere (fielderne) er opdelt som følger:
Pitcheren (P) og catcheren (C) udgør the battery. Disse to spilleres positioner er omtalt ovenfor. Pitchere kan være både højre- og venstrehåndede, mens catchere typisk er højrehåndede.
De fire infieldere er placeret rundt omkring på baserne. Der står en spiller ved 1. og 3. base (1. og 3. basemænd (1B og 3B)). Derudover er der en shortstop (SS), som typisk er placeret et sted mellem 2. og 3. base, og en 2. basemand (2B), der er placeret mellem 1. og 2. base. Infielderne (med undtagelse af 1. basemanden) er typisk adrætte, højrehåndede spillere med hurtige reflekser. 1. basemanden kan være venstrehåndet og bør have en god rækkevidde.
De tre outfielders er placeret i outfielden. Centerfielderen (CF) er den spiller, som dækker det største areal på banen, og han skal derfor både være kvik og have en stærk arm, så han kan kaste bolden hurtigt tilbage til infielden. Leftfielderen (LF) står til venstre for centerfielderen (set fra batterens synsvinkel), og rightfielderen (RF) står til højre for centerfielderen. Disse to spillere skal også besidde nogle af centerfielderens egenskaber, om end de ikke skal dække et område af helt samme omfang. Imidlertid er de ofte involveret som backup for det, der sker i infielden. Outfieldere kan være både højre- og venstrehåndede.

## Statistik
Pga. de hyppige ophold er det muligt at nedskrive en softballkamps udvikling i detaljer på et dertil indrettet stykke papir, eller elektronisk ved hjælp af et specielt program. Dette kaldes scoring og praktiseres af mange tilskuere. Ligaens officielle scorer indberetter matchens tal, og af disse udregnes et bredt udvalg af statistikker. Softball/Baseball kaldes med rette "the number game", da disse statistikker benyttes af fans såvel som trænere, når holdene skal evalueres og fintunes til den næste kamp. Den uofficielle "videnskab", der beskæftiger sig med baseballstatistikker, har endda fået et navn: sabermetrics.
Se baseballstatistikker for en liste over de mest basale statistikker.

## Softballs særpræg
Softball er et væsentligt hurtigere spil end baseball. En kamp varer normalt ca. to timer, og selv om der er hyppige pauser i spillet, så eksploderer tempoet, når først bolden sendes i spil, og hele matchen kan afgøres i løbet af få hektiske sekunder.  For tilskueren er man meget tættere på spillet end i baseball pga. de mindre banestørrelser.
Softball er i udpræget grad en holdsport, hvor alle spillere er afhængige af hinanden.  Men spillets opbygning gør, at der er mange individuelle opgør mellem batteren og pitcheren.  Ligeledes er langt de fleste spil i marken et resultat af to eller måske flere spilleres samarbejde.  Sammenblandingen af de mange individuelle situationer og at man desuden er afhængig af holdkammeraterne er speciel for sporten.
Det er blevet sagt, at batting er en af de sværeste discipliner inden for nogen sport. Hvis en batter kan sende bolden sikkert i spil omkring 30% af de gange, hun skal slå, betragtes hun som en rigtig god spiller. Man fejler således oftere, end man har succes, og selvtillid er derfor en meget stor del af spillet.
Ligesom andre populære sportsgrene er softball utrolig mangefacetteret. Det er muligt for en spiller at excellere inden for et utal af nicher, fx power hitting (dvs. at slå home runs), hitting for average (dvs. at slå så mange bolde i spil som muligt), pitching, at løbe på baserne, forsvarsegenskaber, etc. Af samme årsag ses mange forskellige kropstyper på et softballhold.

## Sportens udbredelse
På verdensplan er sporten temmelig udbredt. Officielt spilles der i 130 lande.

### Softball i Danmark
I Danmark er der en herre-, dame-  og en juniorliga. Herrernes liga er en af Europas stærkeste,[kilde mangler] således vandt danske klubhold europa-cuppen i både 2003 (Ballerup Vandals), 2004 (Allerød Penguins – Nu Copenhagen Softball), 2007 (Stenløse Bulls)  i 2011 og 2012 (Begge gange Hørsholm Hurricanes) og senest i 2018 (Amager Vikings) og Hørsholm Hurricanes igen i 2019. Endvidere blev den europæiske cup-winners-cup vundet i 2002 og 2003 af Allerød Penguins og i 2009 og 2010 af Hørsholm Hurricanes.  Det danske herrelandshold er aldrig blevet dårligere end nr. 4 til EM, med guldet i 2010 som foreløbigt bedste præstation. Bedste resultat ved VM er en 9. plads i 2019. U-19 herrerne vandt EM i 2004 og 2009, og har som bedst endt på en 8. plads ved VM i 2012. Det danske kvindelandshold er som bedst blevet nr. 4 ved EM i 1986, 1992 og 1997 og deltog ved VM i 1998, men hører ikke pt til i Europa-toppen.
Herre-EM er afholdt 2 gange i Danmark: i 1995 i Hørsholm og i 2008 på Amager. Begge EM'er resulterede i danske sølvmedaljer. Dame-EM er afholdt 1 gang i Danmark: i 1988 i Hørsholm, hvor Danmark endte på en 7. plads.  Endelig er Europa Cup'en for herrer afholdt 1 gang i Danmark: i 2011 i Hørsholm, hvor hjemmeholdet – Hørsholm Hurricanes – vandt guld!
Internationale danske resultater: Det danske kvindelandshold spillede deres første kampe ved NM i Stockholm, Sverige i 1982, mens herrerne spillede officielt for første gang ved VM i Saskatoon, Canada i 1988. De største danske fremgange har for kvinderne været en 4. plads ved EM i 1997 og deltagelse ved VM i 1998.  Herrerne har vundet EM-guld i i Havlickuv Brod, Tjekkiet i 2010 og dertil EM-sølv 8 gange, mens u19 herrerne har vundet EM-guld i Paris, Frankrig i 2004 og igen i Lednice, Tjekkiet i 2009. Seniorherrerne har deltaget ved VM i 1988, 1996, 2009, 2015, 2017 og 2019, mens u19 herrerne har deltaget ved VM i 2005, 2008, 2012, 2014, 2016 og 2018.